# Фен'ї
Фен'ї (кит. 凤仪镇, пін. Fèngyí Zhèn) — містечко у КНР, адміністративний центр повіту Мао на сході Нгава-Тибетсько-Цянської автономної префектури.

## Географія
Фен'ї розташовується у східній частині регіону Кхам.

### Клімат
Місто знаходиться у зоні, котра характеризується океанічним кліматом субтропічних нагір'їв. Найтепліший місяць — липень із середньою температурою 22.2 °C (72 °F). Найхолодніший місяць — січень, із середньою температурою 1.7 °С (35 °F).
| Клімат Фен'ї            | Клімат Фен'ї | Клімат Фен'ї | Клімат Фен'ї | Клімат Фен'ї | Клімат Фен'ї | Клімат Фен'ї | Клімат Фен'ї | Клімат Фен'ї | Клімат Фен'ї | Клімат Фен'ї | Клімат Фен'ї | Клімат Фен'ї | Клімат Фен'ї |
| Показник                | Січ.         | Лют.         | Бер.         | Квіт.        | Трав.        | Черв.        | Лип.         | Серп.        | Вер.         | Жовт.        | Лист.        | Груд.        | Рік          |
| Абсолютний максимум, °C | 17           | 18           | 26           | 27           | 32           | 32           | 32           | 32           | 30           | 26           | 20           | 31           | 32           |
| Середній максимум, °C   | 6            | 8            | 14           | 18           | 20           | 23           | 27           | 26           | 22           | 16           | 11           | 8            | 17           |
| Середня температура, °C | 2            | 3            | 9            | 13           | 15           | 19           | 22           | 21           | 17           | 12           | 7            | 3            | 12           |
| Середній мінімум, °C    | −2           | −1           | 4            | 8            | 11           | 15           | 17           | 16           | 13           | 8            | 3            | −1           | 7            |
| Абсолютний мінімум, °C  | −10          | −8           | −5           | 1            | 6            | 10           | 10           | 10           | 5            | −1           | −6           | −7           | −10          |
| Норма опадів, мм        | 0            | 10           | 30           | 70           | 50           | 110          | 150          | 90           | 110          | 70           | 20           | 0            | 760          |
| Вологість повітря, %    | 63           | 64           | 66           | 66           | 69           | 72           | 74           | 73           | 73           | 73           | 71           | 68           | 69           |
| ----------------------- | ------------ | ------------ | ------------ | ------------ | ------------ | ------------ | ------------ | ------------ | ------------ | ------------ | ------------ | ------------ | ------------ |
| Джерело: Weatherbase    |              |              |              |              |              |              |              |              |              |              |              |              |              |